# Norimberský kodex
Norimberský kodex (německy Nürnberger Kodex) je soubor zásad medicínské etiky pro experimenty na lidech, který vzniknul jako důsledek soudu s vojenskými zločinci na norimberském soudě po skončení druhé světové války. Je to první významný mezinárodní dokument k etice výzkumu.

## Deset bodů Norimberského kodexu
1. Dobrovolný souhlas lidské osoby je absolutně nevyhnutelný.
2. Pokus by měl být takový, aby přinesl plodné výsledky pro dobro společnosti, nebyl zjistitelný jinými metodami nebo studijními prostředky a neměl by být ve své podstatě náhodný a zbytečný.
3. Pokus by měl být navržen a založen na výsledcích experimentů na zvířatech a na znalosti přirozené historie onemocnění nebo jiného studovaného problému tak, aby očekávané výsledky ospravedlňovaly provádění pokusu.
4. Pokus by měl být prováděn tak, aby se zabránilo veškerému zbytečnému tělesnému a duševnímu utrpení a zranění.
5. Neměl by být prováděn žádný pokus, pokud lze předpokládat, že dojde ke smrti nebo poranění. Snad kromě pokusů, kde experimentující lékaři slouží jako pokusné objekty.
6. Stupeň rizika, které je třeba podstoupit, by nikdy neměl překročit míru určenou humanitárním významem problému, který má být pokusem vyřešen.
7. Měly by být provedeny vhodné přípravy a zajištěno náležité vybavení na ochranu účastníků pokusu proti sebemenší možnosti zranění, zdravotního postižení nebo smrti.
8. Pokus by měly provádět pouze vědecky kvalifikované osoby. Měl by být vyžadován nejvyšší stupeň dovedností a péče při všech fázích pokusu u všech účastníků pokusu.
9. Během pokusu by měl mít účastník možnost pokus ukončit, pokud se dostal do takového tělesného nebo duševního stavu, kdy mu pokračování v pokusu přijde nemožné.
10. Odpovědný vědec musí být připravený ukončit pokus v kterékoli fázi, má-li, na základě svých nejlepších zkušeností, důvod věřit, že by pokračování v pokusu mohlo mít za následek zranění, postižení nebo smrt pokusného objektu.